# Max Comics
Marvel MAX foi o título publicado pela Panini Comics no Brasil que reuniu as séries publicadas nos Estados Unidos pelo selo MAX.
A série foi publicada entre setembro de 2003 e maio de 2010, com 81 edições lançadas.

## Publicação pela Panini Comics

### Marvel MAX (2003-2010)

#### Séries
Desde o seu início, o título publicou diversas minisséries, e alguns poucos títulos mensais (tais como Alias, Punisher MAX e Poder Supremo), tendo assim, uma grande rotatividade de personagens publicados. Logo abaixo, estão todas as séries publicadas no título, assim como as edições do título nas quais foram publicadas.
- Viúva Negra: A Aranhinha Branca (Black Widow: Pale Little Spider: #01-#03) por Greg Rucka (Escritor) e Igor Kordey (Desenhista); minissérie em 3 edições.
- Alias (#01-#22) por Brian Michael Bendis (escritor), Michael Gaydos (desenhista) e Mark Bagley (desenhista convidado); série regular cancelada nos EUA no #28; teve sua publicação concluída em Marvel MAX Especial: Púrpura.
- Cage (#01-#05) por Brian Azzarello (escritor) e Richard Corben (desenhista); minissérie em 5 edições.
- Mestre do Kung Fu (Shang Chi: Master Of Kung Fu: #04-#09) por Doug Moench (escritor) e Paul Gulacy (desenhista); minissérie em 6 edições.
- Poder Supremo (Supreme Power: #06-17; #23-#28) por J. Michael Straczynski (escritor) e Gary Frank (desenhista); série regular cancelada nos EUA no #18.
- Nascido Para Matar (Born: #10-#13) por Garth Ennis (escritor) e Darick Robertson (desenhista); minissérie em 4 edições.
- Thor: Vikings (#14-#18) por Garth Ennis (Escritor) e Glenn Fabry (Desenhos); minissérie em 5 edições.
- Doutor Espectro (Doctor Spectrum: #19-#24) por Sara "Samm" Barnes (escritora) e Travel Foreman (desenhista); minissérie em 6 edições.
- Viúva Negra (Black Widow: #19-#24) por Richard K. Morgan (escritor) e Bill Sienkiewicz (desenhista); minissérie em 6 edições.
- Doutor Estranho (Strange: #25-#30) por J. Michael Straczynski, Sara "Samm" Barnes (escritores) e Brandon Peterson (desenhista); minissérie em 6 edições.
- Shanna (Shanna, The She-Devil: #25-#30) por Frank Cho (escritor e desenhista); minissérie em 7 edições.
- Heróis Sem Poderes (Powerless: #29-#34) por Matt Cherniss, Peter Johnson (escritores) e Michael Gaydos (desenhista); minissérie em 6 edições.
- Poder Supremo: Hipérion (Supreme Power: Hyperion: #31-#35) por J. Michael Straczynski (escritor), Dan Jurgens e Klaus Janson (artistas); minissérie em 5 edições.
- Poder Supremo: Falcão Noturno (Supreme Power: Nighthawk: #31-#36) por Daniel Way (escritor) e Steve Dillon (desenhista); minissérie em 6 edições.
- Viúva Negra: As Coisas Que Dizem Sobre Ela... (Black Widow 2: The Things They Say About Her...: #35-40) por Richard K. Morgan (escritor) e Sean Phillips (desenhista); minissérie em 6 edições.
- Fury: o Pacificador (Fury: Peacemaker: #36-41) por Garth Ennis (escritor) e Darick Robertson (eesenhista); minissérie em 6 edições.
- Esquadrão Supremo (Squadron Supreme: #37-#43) por J. Michael Straczynski (escritor) e Gary Frank (desenhista); série regular com publicação interrompida nos Estados Unidos.
- Zumbis Marvel (Marvel Zombies: #41-45) por Robert Kirkman (escritor) e Sean Phillips (desenhista); minissérie em 5 edições.
- Justiceiro MAX (Punisher MAX: # 41-#81) por Garth Ennis (escritor); série regular em publicação nos Estados Unidos; publicada anteriormente em Demolidor, até  dezembro de 2006.
- Motoqueiro Fantasma (Ghost Rider: #42-47) por Garth Ennis (escritor) e Clayton Crain (desenhista); minissérie em 6 edições.
- Nova Onda (Nextwave: #44-#55) por Warren Ellis (escritor) e Stuart Immonen (desenhista); série em 12 edições.
- Esquadrão Supremo: Hipérion vs. Falcão Noturno (Squadron Supreme: Hyperion vs. Nighthawk: #47-#50) por Marc Guggenheim (escritor) e Paul Gulacy (artista); minissérie em 4 edições.
- O Capuz (The Hood: #47-#52) por Bryan K. Vaughan (escritor) e Kyle Hotz (desenhista); minissérie em 6 edições.
- Tiros na Noite (Bullet Points: #51-#55) por J. Michael Straczynski (escritor) e Tommy Lee Edwards (artista); minissérie em 5 edições.
- Wisdom (#53-#58) por Paul Cornell (escritor) e Trevor Hairsine e Manuel Garcia (desenhista); minissérie em 6 edições.
- Hellstorm: Filho de Satã (Hellstorm: Son Of Satan: #56-#60) por Alexander Irvine (escritor) e Russell Braun (desenhista); minissérie em 5 edições.
- Cavaleiro Fantasma (Ghost Rider: Trail Of Tears: #56-#61) por Garth Ennis (escritor) e Clayton Crain (desenhista); minissérie em 6 edições.
- Zumbis Marvel: Uma Noite Alucinante (Marvel Zombies/Army Of Darkness: #59-#63) por John Layman (escritor) e Fabiano Neves, Fernando Blanco e Sean Phillips (desenhistas); minissérie em 5 edições.
- Barracuda (#61-#65) por Garth Ennis (escritor) e Goran Parlov (artista); minissérie em 5 edições.
- Zumbi (Zombie: #62-#65) por Mike Raicht (escritor) e Kyle Hotz (artista); minissérie em 4 edições.
- [[Zumbis Marvel II (Marvel Zombies 2: #64-68) por Robert Kirkman (escritor) e Sean Phillips (desenhista); minissérie em 5 edições.
- 1985 (Marvel 1985) (#66-#71) por Mark Millar (escritor) e Tommy Lee Edwards (artista); minissérie em 6 edições.
- A Guerra é um Inferno (War Is Hell: The First Flight of The Phantom Eagle: #66-#70) por Garth Ennis (escritor) e Howard Chaykin (artista); minissérie em 5 edições.
- Zumbis Marvel: Dias Desmortos (Marvel Zombies: Dead Days: #69-#70) por Robert Kirkman (escritor) e Sean Phillips (desenhista); edição especial.
- Marvel Comics Presents (#70)
- Zumbi: Simon Garth (The Zombie: Simon Garth: #71-#74) por Kyle Hotz (escritor/desenhista); minissérie em 4 edições.
- Homem-Coisa (Legion Of Monsters: Man-Thing: #72) por Charles Huston (escritor) e Klaus Janson (desenhista); edição especial.
- Foolkiller (#71-#75) por Greg Hurrwitz (escritor) e Lan Medina (desenhista); minissérie em 5 edições.
- Terror Ltda. (Terror, Inc.: #73-#77) por David Lapham (escritor) e Patric Zircher (desenhista); minissérie em 5 edições.
- Zumbis Marvel III (Marvel Zombies 3: #75-#78) por Fred Van Lente (escritor) e Kevin Walker (desenhista); minissérie em 4 edições.
- Foolkiller: Anjos Brancos (Foolkillers: White Angels: #76-#80) por Gregg Hurwitz (escritor) e Paul Azaceta (artista); minissérie em 5 edições.
- Terror Ltda.: Apocalipse Logo (Terror, Inc.: Apocalypse Soon: #78-#81) por David Lapham (escritor) e Koi Turnbull e Xurxo G. Penalta (desenhistas); minissérie em 4 edições.
- Zumbis Marvel 4 (Marvel Zombies 4: #79-#81) por Fred Van Lente (escritor) e Kevin Walker (desenhista); minissérie em 4 edições.

#### Edições
| Edição nacional | História 1                                   | História 2                                           | História 3                          | História 4                                   | Data de publicação |
| --------------- | -------------------------------------------- | ---------------------------------------------------- | ----------------------------------- | -------------------------------------------- | ------------------ |
| #01             | Black Widow: Pale Little Spider #01          | Alias #01                                            | Cage #01                            |                                              | set 03             |
| #02             | Black Widow: Pale Little Spider #02          | Alias #02                                            | Cage #02                            |                                              | out 03             |
| #03             | Cage #03                                     | Alias #03                                            | Black Widow: Pale Little Spider #03 |                                              | nov 03             |
| #04             | Shang Chi: Master Of Kung Fu #01             | Alias #04                                            | Cage #04                            |                                              | dez 03             |
| #05             | Cage #05                                     | Alias #05                                            | Shang Chi: Master Of Kung Fu #02    |                                              | jan 04             |
| #06             | Supreme Power #01                            | Alias #06                                            | Shang Chi: Master Of Kung Fu #03    |                                              | fev 04             |
| #07             | Supreme Power #02                            | Alias #07                                            | Shang Chi: Master Of Kung Fu #04    |                                              | mar 04             |
| #08             | Supreme Power #03                            | Alias #08                                            | Shang Chi: Master Of Kung Fu #05    |                                              | abr 04             |
| #09             | Supreme Power #04                            | Alias #09                                            | Shang Chi: Master Of Kung Fu #06    |                                              | mai 04             |
| #10             | Born #01                                     | Alias #10                                            | Supreme Power #05                   |                                              | jun 04             |
| #11             | Supreme Power #06                            | Alias #11                                            | Born #02                            |                                              | jul 04             |
| #12             | Born #03                                     | Alias #12                                            | Supreme Power #07                   |                                              | ago 04             |
| #13             | Supreme Power #08                            | Alias #13                                            | Born #04                            |                                              | set 04             |
| #14             | Supreme Power #09                            | Alias #14                                            | Thor: Vikings #01                   |                                              | out 04             |
| #15             | Supreme Power #10                            | Alias #15                                            | Thor: Vikings #02                   |                                              | nov 04             |
| #16             | Supreme Power #11                            | Alias #16                                            | Thor: Vikings #03                   |                                              | dez 04             |
| #17             | Supreme Power #12                            | Alias #17                                            | Thor: Vikings #04                   |                                              | jan 05             |
| #18             | Alias #18                                    | Alias #19                                            | Thor: Vikings #05                   |                                              | fev 05             |
| #19             | Doctor Spectrum #01                          | Alias #20                                            | Black Widow #01                     |                                              | mar 05             |
| #20             | Doctor Spectrum #02                          | Alias #21                                            | Black Widow #02                     |                                              | abr 05             |
| #21             | Doctor Spectrum #03                          | Alias #22                                            | Black Widow #03                     |                                              | mai 05             |
| #22             | Doctor Spectrum #04                          | Alias #23                                            | Black Widow #04                     |                                              | jun 05             |
| #23             | Supreme Power #13                            | Doctor Spectrum #05                                  | Black Widow #05                     |                                              | jul 05             |
| #24             | Supreme Power #14                            | Doctor Spectrum #06                                  | Black Widow #06                     |                                              | ago 05             |
| #25             | Supreme Power #15                            | Strange #01                                          | Shanna, The She-Devil #01           |                                              | set 05             |
| #26             | Supreme Power #16                            | Strange #02                                          | Shanna, The She-Devil #02           |                                              | out 05             |
| #27             | Supreme Power #17                            | Strange #03                                          | Shanna, The She-Devil #03           |                                              | nov 05             |
| #28             | Supreme Power #18                            | Strange #04                                          | Shanna, The She-Devil #04           | Shanna, The She-Devil #05                    | dez 05             |
| #29             | Strange #05                                  | Powerless #01                                        | Shanna, The She-Devil #06           |                                              | jan 06             |
| #30             | Strange #06                                  | Powerless #02                                        | Shanna, The She-Devil #07           |                                              | fev 06             |
| #31             | Supreme Power: Hyperion #01                  | Powerless #03                                        | Supreme Power: Nighthawk #01        |                                              | mar 06             |
| #32             | Supreme Power: Hyperion #02                  | Powerless #04                                        | Supreme Power: Nighthawk #02        |                                              | abr 06             |
| #33             | Supreme Power: Hyperion #03                  | Powerless #05                                        | Supreme Power: Nighthawk #03        |                                              | mai 06             |
| #34             | Supreme Power: Nighthawk #04                 | Powerless #06                                        | Supreme Power: Hyperion #04         |                                              | jun 06             |
| #35             | Supreme Power: Nighthawk #05                 | Black Widow 2: The Things They Say About Her... #01  | Supreme Power: Hyperion #05         |                                              | jul 06             |
| #36             | Supreme Power: Nighthawk #06                 | Black Widow 2: The Things They Say About Her... #02  | Fury: Peacemaker #01                |                                              | ago 06             |
| #37             | Squadron Supreme #01                         | Black Widow 2: The Things They Say About Her... #03  | Fury: Peacemaker #02                |                                              | set 06             |
| #38             | Squadron Supreme #02                         | Black Widow 2: The Things They Say About Her... #04  | Fury: Peacemaker #03                |                                              | out 06             |
| #39             | Squadron Supreme #03                         | Black Widow 2: The Things They Say About Her... #05  | Fury: Peacemaker #04                |                                              | nov 06             |
| #40             | Squadron Supreme #04                         | Black Widow 2: The Things They Say About Her... #06  | Fury: Peacemaker #05                |                                              | dez 06             |
| #41             | Squadron Supreme #05                         | Fury: Peacemaker #06                                 | Marvel Zombies #01                  | Punisher MAX #19                             | jan 07             |
| #42             | Ghost Rider #01                              | Squadron Supreme #06                                 | Marvel Zombies #02                  | Punisher MAX #20                             | fev 07             |
| #43             | Ghost Rider #02                              | Squadron Supreme #07                                 | Marvel Zombies #03                  | Punisher MAX #21                             | mar 07             |
| #44             | Ghost Rider #03                              | Nextwave #01                                         | Marvel Zombies #04                  | Punisher MAX #22                             | abr 07             |
| #45             | Ghost Rider #04                              | Nextwave #02                                         | Marvel Zombies #05                  | Punisher MAX #23                             | mai 07             |
| #46             | Ghost Rider #05                              | Ghost Rider #06                                      | Nextwave #03                        | Punisher MAX #24                             | jun 07             |
| #47             | Squadron Supreme: Hyperion vs. Nighthawk #01 | The Hood #01                                         | Nextwave #04                        | Punisher MAX #25                             | jul 07             |
| #48             | Squadron Supreme: Hyperion vs. Nighthawk #02 | The Hood #02                                         | Nextwave #05                        | Punisher MAX #26                             | ago 07             |
| #49             | Nextwave #06                                 | Punisher MAX #27                                     | The Hood #03                        | Squadron Supreme: Hyperion vs. Nighthawk #03 | set 07             |
| #50             | Squadron Supreme: Hyperion vs. Nighthawk #04 | Nextwave #07                                         | The Hood #04                        | Punisher MAX #28                             | out 07             |
| #51             | Punisher MAX #29                             | Nextwave #08                                         | The Hood #05                        | Bullet Points #01                            | nov 07             |
| #52             | Punisher MAX #30                             | The Hood #06                                         | Nextwave #09                        | Bullet Points #02                            | dez 07             |
| #53             | Wisdom #01                                   | Nextwave #10                                         | Bullet Points #03                   | Punisher MAX #31                             | jan 08             |
| #54             | Bullet Points #04                            | Nextwave #11                                         | Wisdom #02                          | Punisher MAX #32                             | fev 08             |
| #55             | Punisher MAX #33                             | Wisdom #03                                           | Bullet Points #05                   | Nextwave #12                                 | mar 08             |
| #56             | Hellstorm: Son Of Satan #01                  | Ghost Rider: Trail Of Tears #01                      | Wisdom #04                          | Punisher MAX #34                             | abr 08             |
| #57             | Punisher MAX #35                             | Hellstorm: Son Of Satan #02                          | Wisdom #05                          | Ghost Rider: Trail Of Tears #02              | mai 08             |
| #58             | Punisher MAX #36                             | Wisdom #06                                           | Hellstorm: Son Of Satan #03         | Ghost Rider: Trail Of Tears #03              | jun 08             |
| #59             | Marvel Zombies/Army Of Darkness #01          | Hellstorm: Son Of Satan #04                          | Ghost Rider: Trail Of Tears #04     | Punisher MAX #37                             | jul 08             |
| #60             | Marvel Zombies/Army Of Darkness #02          | Punisher MAX #38                                     | Ghost Rider: Trail Of Tears #05     | Hellstorm: Son Of Satan #05                  | ago 08             |
| #61             | Marvel Zombies/Army Of Darkness #03          | Barracuda #01                                        | Punisher MAX #39                    | Ghost Rider: Trail Of Tears #06              | set 08             |
| #62             | Marvel Zombies/Army Of Darkness #04          | Barracuda #02                                        | Punisher MAX #40                    | Zombie #01                                   | out 08             |
| #63             | Punisher MAX #41                             | Barracuda #03                                        | Zombie #02                          | Marvel Zombies/Army Of Darkness #05          | nov 08             |
| #64             | Marvel Zombies 2 #01                         | Zombie #03                                           | Barracuda #04                       | Punisher MAX #42                             | dez 08             |
| #65             | Marvel Zombies 2 #02                         | Zombie #04                                           | Barracuda #05                       | Punisher MAX #43                             | jan 09             |
| #66             | Marvel 1985 #01                              | Punisher MAX #44                                     | War is Hell #01                     | Marvel Zombies 2 #03                         | fev 09             |
| #67             | Marvel Zombies 2 #04                         | Punisher MAX #45                                     | War is Hell #02                     | Marvel 1985 #02                              | mar 09             |
| #68             | Marvel Zombies 2 #05                         | War is Hell #03                                      | Punisher MAX #46                    | Marvel 1985 #03                              | abr 09             |
| #69             | Marvel Zombies: Dead Days                    | War is Hell #04                                      | Punisher MAX #47                    | Marvel 1985 #04                              | mai 09             |
| #70             | Punisher MAX #48                             | Marvel Zombies: Dead Days Marvel Comics Presents #12 | Marvel 1985 #05                     | War is Hell #05                              | jun 09             |
| #71             | Foolkiller #01                               | The Zombie: Simon Garth #01                          | Punisher MAX #49                    | Marvel 1985 #06                              | jul 09             |
| #72             | Foolkiller #02                               | Legion Of Monsters: Man-Thing #01                    | The Zombie: Simon Garth #02         | Punisher MAX #50                             | ago 09             |
| #73             | Terror, Inc. #01                             | Foolkiller #03                                       | The Zombie: Simon Garth #03         | Punisher MAX #51                             | set 09             |
| #74             | Terror, Inc. #02                             | Foolkiller #04                                       | The Zombie: Simon Garth #04         | Punisher MAX #52                             | out 09             |
| #75             | Marvel Zombies 3 #01                         | Foolkiller #05                                       | Terror, Inc. #03                    | Punisher MAX #53                             | nov 09             |
| #76             | Marvel Zombies 3 #02                         | Foolkiller: White Angels #01                         | Terror, Inc. #04                    | Punisher MAX #54                             | dez 09             |
| #77             | Marvel Zombies 3 #03                         | Foolkiller: White Angels #02                         | Terror, Inc. #05                    | Punisher MAX #55                             | jan 10             |
| #78             | Marvel Zombies 3 #04                         | Foolkiller: White Angels #03                         | Terror, Inc.: Apocalypse Soon #01   | Punisher MAX #56                             | fev 10             |
| #79             | Punisher MAX #57                             | Foolkiller: White Angels #04                         | Terror, Inc.: Apocalypse Soon #02   | Marvel Zombies 4 #01                         | mar 10             |
| #80             | Marvel Zombies 4 #02                         | Foolkiller: White Angels #05                         | Terror, Inc.: Apocalypse Soon #03   | Punisher MAX #58                             | abr 10             |
| #81             | Punisher MAX #59                             | Punisher MAX #60                                     | Terror, Inc.: Apocalypse Soon #04   | Marvel Zombies 4 #03 Marvel Zombies 4 #04    | mai 10             |

### Marvel MAX, sem séries MAX
Durante o seu período inicial, a revista publicava apenas séries do selo MAX. Com a migração de diversos títulos do selo MAX para o Knights recentemente (restando apenas o título do Justiceiro nesse selo), diversas séries do selo Knights estão sendo publicadas na revista (tais como Heróis Sem Poderes e Shanna). Os principais exemplos dessa "política de mudança" foram:
- Alias foi cancelada, tendo surgido em seu lugar a série The Pulse, do selo Knights.
- Poder Supremo teve um novo volume lançado, tendo também o selo de classificação mudado de MAX para Knights.
- Outras séries (tais como a do Motoqueiro Fantasma) foram anunciadas como sendo do selo MAX, mas foram postas no selo Knights, antes mesmo de seu lançamento.

Recentemente, porém, as publicações MAX têm sido voltadas para personagens novos, ou reinterpretações de antigos personagens, como por exemplo: Hellstorm: Son of Satan (Hellstorm: Filho de Satã) e Zombie (Zumbi).
- A série MAX do Justiceiro (Punisher) foi a mais duradoura, sendo publicada ininterruptamente desde a edição 41, de janeiro de 2007, além de 18 edições publicadas na extinta revista do Demolidor. Anteriormente, Alias foi a série mais duradoura, com 28 edições publicadas (sendo que 23 foram no título Marvel MAX, e as 5 restantes em um Marvel MAX Especial: Púrpura). Em terceiro lugar, vem Poder Supremo, que, apesar de ter diversos atrasos, lançou 18 edições em seu primeiro volume (lançados aqui em Marvel MAX # 06 ao 17 e Marvel MAX # 23 ao 28).
- No número 28, a revista teve 100 páginas (e custou, portanto, R$ 6,90), e publicou uma história a mais da série Shanna - Temporada de Caça (além da última edição do volume 1 de Poder Supremo e Doutor Estranho - Começos e Fins). Normalmente, na ocasião, a edição tinha 76 páginas (ou seja, 3 histórias).
- O primeiro aumento de preço veio no número 10, tendo passado de R$ 4,50 a R$ 4,90. Após isso, já na edição 14 o título passou a custar R$ 5,90, preço que se manteve até o número 40. A partir da edição 41, passou a ter 100 páginas regularmente e a custar R$ 6,90.
- Marvel MAX é a revista da Marvel com mais edições lançadas a ser publicada inteiramente em formato americano no Brasil.